# Crying Out Your Name
Crying Out Your Name è un brano musicale della cantante svedese Loreen, pubblicato nel 2012 come quarto singolo estratto dal suo album di debutto Heal.
La canzone è stata scritta da Moh Denebi, Ana Diaz, Niklas Jarl, Gino Yonan, Svante Halldin e Jakob Hazell.

## Tracce
1. Crying Out Your Name – 3:38